# Логовка
Логовка — упразднённый в 1986 году посёлок Бакалинского района Башкирской АССР. Почтовый индекс 452657. Ныне — урочище на территории Михайловского сельсовета.

## География
В 1952 году — посёлок Логовка, входящий в Бугабашевский сельсовет, в 17 км от райцентра села Бакалы, в 5 км от центра сельсовета — села Бугабашево и в 61 км от железнодорожной станции Туймазы.
В 1981 году входил в Михайловский сельсовет, находился 26 км от райцентра села Бакалы, в 5 км от центра сельсовета — пос. Михайловка и в 101 км от железнодорожной станции Туймазы.

## История
Исключён посёлок из учётных данных Указом Президиума ВС Башкирской АССР от 12.12.1986 N 6-2/396 «Об исключении из учётных данных некоторых населённых пунктов»).

## Население
На 1 января 1969 года проживали 173 человека. 
Национальный состав
На 1 января 1969, на 1 сентября 1981 года - преимущественно русские.

## Известные люди
Здесь родился Вачаев, Анатолий Васильевич (1936—2004) — советский и российский учёный-металлург.